# Guanqun Yu
Guanqun Yu (chinesisch 于冠群, Pinyin Yú Guānqún; geboren 1982 in Yantai, Provinz Shandong) ist eine chinesische Sopranistin.

## Leben, Werk
Nach ihren Studien in der Provinz Shandong und in Shanghai wurde Guanqun Yu als Mitglied in das Opernstudio am Teatro Comunale di Bologna aufgenommen.
Schwerpunkte ihres Repertoires sind Opern von Mozart und Verdi – Contessa, Donna Anna, Donna Elvira und Fiordiligi in den da-Ponte-Opern, weiters Elettra und Vitellia, von Verdi die Lina in Stiffelio, die Leonore im Trovatore, Amelia in Simon Boccanegra, Desdemona im Otello sowie die Titelpartien von Luisa Miller und Aida. In einer konzertanten Aufführung von I due Foscari bei den Salzburger Festspielen 2017 übernahm sie – neben Plácido Domingo – die Lucrezia.
Weitere zentrale Rollen sind die Micaëla in Bizets Carmen und zwei Puccini-Partien, die Mimi in La Bohème und die Liù in Turandot, jene Rolle, die sie bislang am häufigsten verkörperte. Sie sang die Liù 2015 und 2016 auf der Seebühne der Bregenzer Festspiele, dann auch an der Metropolitan Opera von New York und an der Opéra Bastille von Paris, an der Staatsoper Hamburg, in Zürich und Köln. Die Sängerin ist auch an weiteren Bühnen des deutschsprachigen Raums aufgetreten, an der Deutschen Oper Berlin, an der Bayerischen Staatsoper in München der Semperoper in Dresden, der Oper Frankfurt, der Wiener Staatsoper und am Stadttheater Klagenfurt. Weitere Gastspiele führten die Sängerin an das Nationale Zentrum für Darstellende Künste in Peking, an den Palau de les Arts Reina Sofía von Valencia, wo sie drei Verdi-Partien übernahm, und an die Opéra de Marseille. In der The Ghosts of Versailles von John Corigliano, 2015 neu inszeniert an der Los Angeles Opera, verkörperte sie die Rolle der Rosina. 2023 kehrte sie zu den Bregenzer Festspielen zurück, für ihr Rollendebüt als Elvira in Ernani.
Guanqun Yu ist auch in den Konzertsälen präsent, beispielsweise mit dem Sopransolo von Verdis Messa da Requiem. Weitere Konzertverpflichtungen führten Guanqun Yu nach Skandinavien und Deutschland. Im Wiener Musikverein und im Linzer Brucknerhaus war sie an konzertanten Aufführungen von Jeanne d’Arc au bûcher, des Oratoriums von Arthur Honegger, beteiligt.

## Aufnahmen (Auswahl)
- Verdi: Stiffelio (2013)
- Puccini: Turandot (2015)
- Corigliano: The Ghosts of Versailles (2016)
- Verdi: I due Foscari (2019)

## Wettbewerbe
- 2008 Internationaler Belvedere-Gesangswettbewerb, 1. Preis
- 2012 Operalia, 2. Platz